# Pão de Açúcar, Alagoas
Pão de Açúcar este un oraș în statul Alagoas (AL) din Brazilia.